# Hermenegildo Roca Oliver
Hermenegildo Roca Oliver (Sant Feliu de Guíxols, c. 1907) va ser un militar espanyol.

## Biografia
En la seva joventut va residir a Màlaga, on va treballar com a cap de comptabilitat per a la Companyia de Gas de Màlaga.
Després de l'esclat de la Guerra civil es va unir a les forces republicanes. En la primavera de 1938, durant l'ofensiva franquista en el Front d'Aragó, va assumir el comandament de la 143a Brigada Mixta. Al començament de juny va dirigir a la seva unitat en un atac sobre Vilanova de la Barca, acció que li valdria ser condecorat amb la Medalla al Valor. A la fi d'any es trobava al comandament de la 24a Divisió. Al capdavant d'aquesta unitat intervindria durant les primeres fases de la campanya de Catalunya. Al començament de gener de 1939 la 24a Divisió —que es trobava molt infringida— va ser dissolta, després de la qual cosa Roca Oliver assumiria el comandament de la desfeta 56a Divisió.